# Sauris curticornis
Sauris curticornis är en fjärilsart som beskrevs av W. Warren 1897. Sauris curticornis ingår i släktet Sauris och familjen mätare. Inga underarter finns listade.